# Huta Tombak
Huta Tombak is een bestuurslaag in het regentschap Tapanuli Tengah van de provincie Noord-Sumatra, Indonesië. Huta Tombak telt 251 inwoners (volkstelling 2010).